# 抗日战争战区
抗日戰爭戰區是指1937年盧溝橋事變爆發後，為了因應戰爭形勢，中華民國國民政府於中國境內所規劃的戰區劃分。以國民革命軍為主體所劃分的此戰區，最初所轄範圍為長城以南，以山西，河北、山東、江蘇為主，後來視戰爭實際情況及日軍佔領區域，分別於1938年、1939年與1944年做過三次相當大規模的更動。一般來說，此作戰區劃分是以陸軍作戰為主。

## 簡介
就戰略與兵力言，1937年戰區劃分，是以第三戰區為重心，保卫京滬杭，期間也發生長達三個月的淞滬會戰。1938年戰區劃分，則以華中地區的第四、第五、第六戰區為主，整編主要是為了「持久抗戰，鞏固武漢核心」，戰略目的則在於「東保津浦，西守道清」。另一方面，位於武漢的國民政府，以修正《軍事委員會組織大綱》方式，將國民政府軍事委員會定為戰時政府之實質統治機構，也將統率國軍的委員長取代了國民政府主席成為中國實際領導人。
1938年11月中旬，中國軍隊於臨時首都武漢組織武漢保衛戰失利，加上華南戰場重要據點廣州亦極為危險，至此，中華民國政府再度遷都至重慶。為了此戰略異動變數，加上兵士折損眾多，戰區同年年底至翌年年初予以大幅度更動。而跟隨戰區，中日戰爭第一期之第二及三階段亦告正式結束，而中國也正式邁入以重慶為根據地的第二期抗日戰爭。
1939年至1943年，隨戰爭型態趨於固定，戰區除了小更動之外，並無太大變化。1944年則因為中國陸軍總司令部成立，戰區再度予以更新。除了將中國戰區涵蓋緬甸與越南之外，更增加第一方面軍、第二方面軍及第三方面軍。1945年中日戰爭末期，為了反攻及9月之後的勝利受降準備，戰區擴充為十二戰區並維持方面軍設置。值得一提的是，以接受日軍投降及遣返日俘為主的最後一次戰區劃分，因受蘇聯紅軍進軍東北等因素影响，受降區或戰區並未涵蓋長城以北。

## 沿革
「戰區」的編制原為軍事委員會為抗日所作的軍事作戰佈署，抗戰前夕為五個戰區，至1945年增至十二個戰區。這些戰區分別受到各地行營指導作戰。
抗日戰爭時期，國民政府根據1937年8月12日中央常務委員會暨國防會議決議：改國防會議為國防最高會議，以國民政府軍事委員會為大本營，蔣介石委員長兼陸海空軍大元帥，不另設大本營，組織統帥部，統一指揮全國陸、海、空軍。行政院所屬軍政部、海軍部，歸軍事委員會兼管。
1945年後，各戰區陆续取消或改制。

1937年8月20日，軍事委員會頒布戰區及戰鬥序列，成立五個戰區：
- 第一戰區為河北及魯北地區，司令長官由蔣介石兼，下轄第一、二、十四集團軍；
- 第二戰區為晉察綏地區，司令長官為閻錫山，下轄第六、七、十八集團軍（八路軍）；
- 第三戰區為京滬杭地區，司令長官為馮玉祥（後改由蔣介石兼），下轄第八、九、十、十五、十九集團軍；
- 第四戰區為閩粵地區，司令長官為何應欽，下轄第四、十二集團軍；
- 第五戰區為魯南及蘇北地區，司令長官由蔣介石兼（後改為李宗仁），下轄第三、五集團軍；
- 另將西南各省部隊編為一、二、三、四四個預備軍，隨時聽候調遣。
- 1937年9月17日，軍事委員會劃津浦铁路北段為第六戰區，以馮玉祥為司令長官。
- 1937年10月26日，增設第七戰區，以劉湘為司令長官，下轄第八、十五、二十三集團軍，在長江下游沿岸佈防。

1938年2月，軍事委員會重新劃分戰區。
- 第一戰區，司令長官為程潛，在平漢路作戰；
- 第二戰區，司令長官為閻錫山，在山西作戰；
- 第三戰區，司令長官為顧祝同，在蘇浙作戰；
- 第四戰區，司令長官為何應欽，在粵桂作戰；
- 第五戰區，司令長官為李宗仁，在津浦铁路作戰；
- 第六、第七戰區撤銷，增設第八戰區，司令長官由蔣介石兼，守備甘寧青地區。
- 1938年6月14日，增設第九戰區，以陳誠為司令長官，組織武漢保衛戰。

1938年11月軍令部在南嶽召集軍事會議。會議決定撤銷广州、重慶、西安行營，增設直屬於軍事委員會的戰地黨政委員會，並根據戰局變化對戰區進行了調整。
- 第一戰區，轄河南及安徽一部，司令長官為衛立煌（1947年3月改編為西安綏靖公署）；
- 第二戰區，轄山西及陝西一部，司令長官為閻錫山（1948年改制為太原綏靖公署）；
- 第三戰區，轄蘇南、皖南及浙閩兩省，司令長官為顧祝同；
- 第四戰區，轄廣東、廣西兩省，司令長官為張發奎；
- 第五戰區，轄皖西、鄂北及豫南，司令長官為李宗仁；
- 第八戰區，轄甘寧青及綏遠一部，司令長官為朱紹良（後改制為西北軍政長官公署）；
- 第九戰區，轄鄂南及湘贛兩省，司令長官為陳誠（由薛岳代理）；
- 第十戰區，轄陝西省，司令長官為蔣鼎文；
- 另設魯蘇戰區、冀察戰區两个游击战区，分別以于學忠、鹿鐘麟為總司令。

因南北戰區相距數千里，難於統一指揮，1938年11月，軍事委員會設立桂林行營、天水行營，分任西南、西北各戰區的作戰指揮。
- 桂林行營統一指揮西南戰場[1]，統轄第三、四、九戰區。白崇禧為主任[2]，1940年改任李濟深。[3]
- 天水行營統轄第一、二、五、八、十戰區及魯蘇、冀察戰區，程潛為主任。[2]

1939年2月，撤銷重慶行營，改在成都及西昌分别設立成都行轅和西昌行轅。
- 10月，恢復設置第六戰區，以陳誠為司令長官。
- 12月，增設昆明行營。

1940年4月，桂林行營改組為桂林辦公廳。
- 5月15日，撤銷第十戰區。
- 7月，第七戰區恢復，司令長官余漢謀，副司令長官蔣光卿，任務區為廣東省韶關至廣州一帶。

1943年11月，裁撤桂林辦公廳。
- 1945年1月，軍事委員會再次調整戰區及戰鬥序列，撤銷第四戰區、魯蘇戰區，恢復設置第十戰區，以李品仙為司令長官。[2]設置贛州行轅，統一指揮第三、七、九等三個戰區，主任顧祝同。[3]
- 1945年2月，天水行營撤銷。[3]
- 1945年3月1日，漢中行營在南鄭建置，統轄第一、五、十、十一、十二及冀察戰區，主任李宗仁。[3]

抗日戰爭勝利前後，重慶國民政府在軍事上採取了一系列緊急措施，主要是為了接收日本佔領區與對抗中國共產黨做好準備。
- 1945年6月26日，增設第十一戰區（後來的保定綏靖公署）、第十二戰區（後來的張垣綏靖公署），分別以孫連仲、傅作義為司令長官，準備接收華北。
- 1945年8月15日，日本宣佈無條件投降。
- 1945年9月9日，蔣介石劃中國戰區為15個受降區，由中國國民黨所屬部隊分別接收侵華日軍128萬餘人投降。其中，第十一戰區接收平津和冀魯，第十二戰區接收熱河、綏遠和察哈爾。軍事委員會於1945年9月設立北平行營（也就是後來的華北剿總）、東北行營（後來的東北剿總）。
- 1945年10月，撤銷昆明行營。12月，設立武漢行營（後來的華中剿總）。

- 1946年3月，設立西北行營（後來的西北军政长官公署）。4月，撤銷成都行轅，改設重慶行營。

## 戰區列表
| 戰區       | 所轄地區 (1937年8月底) | 司令長官 (1937年8月底) | 所轄地區 (1938年初)        | 司令長官 (1938年初) | 所轄地區 (1945年2月) | 司令長官 (1945年2月) |
| ---------- | ---------------------- | ---------------------- | -------------------------- | ------------------- | -------------------- | -------------------- |
| 第一戰區   | 河北北部、山東北部     | 蔣介石 (9月改為程潛)   | 河南、安徽北部             | 衛立煌              | 陝西南部             | 胡宗南               |
| 第二戰區   | 山西、察哈爾、綏遠     | 閻錫山                 | 山西、陝西北部             | 閻錫山              |                      | 閻錫山               |
| 第三戰區   | 江蘇、浙江             | 馮玉祥 (後由蔣介石兼)  | 浙江、福建、江蘇及安徽南部 | 顧祝同              |                      | 顧祝同               |
| 第四戰區   | 廣東、福建             | 何應欽                 | 廣東、廣西                 | 何應欽              | --                   | --                   |
| 第五戰區   | 山東南部、江蘇北部     | 蔣介石 (後由李宗仁任)  | 安徽、湖北北部及河南南部   | 李宗仁              |                      | 劉峙                 |
| 第六戰區   |                        |                        |                            |                     | 湖北西部             | 孫連仲               |
| 第七戰區   |                        |                        |                            |                     | 廣東                 | 余漢謀               |
| 第八戰區   |                        |                        | 綏遠、寧夏、甘肅、青海     | 蔣介石（兼）        |                      | 朱紹良               |
| 第九戰區   |                        |                        | 湖北南部、湖南、江西       | 陳誠 (薛岳代理)     |                      | 薛岳                 |
| 第十戰區   |                        |                        | 陝西                       | 蔣鼎文              | 安徽                 | 李品仙               |
| 第十一戰區 |                        |                        |                            |                     | 北平、天津、华北     | 孫連仲               |
| 第十二戰區 |                        |                        |                            |                     |                      | 傅作义               |

### 引用
1. ↑  劉鳳翰著，《國民黨軍事制度史》，北京，中國大百科全書出版社，2008年，第241頁。
2. 1 2 3  張明金、劉立勤主編，《國民黨歷史上的158個軍》，2007年，北京，解放軍出版社，第15頁。
3. 1 2 3 4  劉鳳翰著，《國民黨軍事制度史》，北京，中國大百科全書出版社，2008年，第242頁。